# Miyakejima
Miyake (三宅島 Miyake-jima?) es una isla en el grupo de Izu, al sureste de Honshu, Japón, administrada por el gobierno Metropolitano de la ciudad de Tokio, que posee una superficie de 55,50 km². La isla, 180 kilómetros al sur de Tokio, se encuentra en las coordenadas geográficas 34.4 Norte y 139.31 Este. Al 1 de enero de 2006, la población de la isla era de 2.884. Al igual que otras islas en el grupo de las islas Izu, Miyake forma parte del Parque Nacional de Fuji-Hakone-Izu.
La isla es conocida por su constante actividad volcánica, producida por su principal volcán, el monte Oyama, el cual ha tenido erupciones varias veces. Por lo mismo, existe un constante flujo de gas sulfúrico en el aire, sobre todo por la erupción que ocurrió el 14 de julio de 2000, lo que hizo que para septiembre de ese año, la isla haya sido completamente evacuada. Tras más de 4 años de actividad volcánica, los habitantes de la isla volvieron el 2005. Toda dicha actividad volcánica hace que los habitantes de la isla usen máscaras de gas todo el tiempo, por la toxicidad del gas en el aire.